# Triplosperma cochinchinensis
Triplosperma cochinchinensis là một loài thực vật có hoa trong họ La bố ma. Loài này được João de Loureiro đặt tên khoa học đầu tiên năm 1790. Năm 1837 George Don chuyển nó sang chi Triplosperma. Loài này thường xuất hiện ở vùng Đông Dương.